# Scripps Networks Interactive
Scripps Networks Interactive foi uma empresa norte-americana fundada em 1 de julho de 2008 como um spin-off da E. W. Scripps Company. Desde o lançamento da HGTV em 1994, a Scripps tornou-se líder em mídia sobre estilo de vida com desenvolvimento de conteúdo relevante para a televisão, internet, satélite, livros, revistas e sobre as novas plataformas de mídia. Além da HGTV, suas marcas de mídia sobre estilo de vida incluiam a Food Network, DIY Network, Cooking Channel, Travel Channel, Great American Country e ulive.
A Scripps estava sediada em Knoxville, Tennessee. A empresa tem escritórios em Nova Iorque, Los Angeles, Chicago e San Francisco, Chevy Chase, Maryland; Atlanta, Detroit, Nashville, Cincinnati; e escritórios em Londres (Reino Unido) e em Singapura.

## História
A Scripps Networks Interactive começou em 1993, quando a E. W. Scripps Company anunciou que iria lançar uma rede de cabo 24 horas no outono de 1994. Em 30 de dezembro de 1994, a HGTV entrou no ar para 6,5 milhões de lares em 50 mercados.
Em 1995, ocorreu a inauguração oficial da nova sede da HGTV em Knoxville, Tennessee. A rede chegou em 10 milhões de lares em 1 de novembro do mesmo ano, lançado no Canadá e online pelo HGTV.com em 1996, atingiu a marca de 25 milhões de assinantes em 1997.
Ainda em 1997, a Scripps acionou sua segunda rede com a aquisição da Food Network. O ano também viu HGTV executar seu primeiro doação HGTV Dream Home, que recebeu mais de 1,2 milhões de inscrições em todo o país. Em 2011, o número de inscrições cresceu para quase 80 milhões.
Em 1999, a Scripps lançou a DIY Network. Com três marcas agora sob a cobertura da Scripps, uma adição de US$12 milhões foi feita para a sede da empresa em Knoxville para fornecer a infra-estrutura e tecnologia para suportar o crescimento contínuo das redes.
Ambas, HGTV (em novembro de 2002) e a Food Network (em setembro de 2003) alcançou a distribuiçãoPredefinição:Necessita de fonte completa com 80 milhões de assinantes em cada um, enquanto a Food Network seguiu a cobertura do HGTV no Canadá lançando a Food Network Canada no final de 2002.
A primeira metade da década também viu a Scripps adicionar a quarta e quinta rede a sua união, Fine Living Network (2002) e Great American Country (GAC-2004). Poucos meses após a aquisição da GAC, a Scripps anunciou a mudança da sede da rede de Denver, Colorado para Nashville, Tennessee.
Em 2008, a Scripps Networks Interactive se separou da empresa E.W. Scripps e recebeu sua própria listagem na NYSE como a sigla SNI. O ano também viu a Great American Country chegar a 50 milhões de assinantes, com a DIY Network, atingindo 50 milhões assinantes em 2009.
A Scripps adquiriu uma participação majoritária no Travel Channel da Cox Communications pelo valor de US$ 975 milhões. No final de 2009, o canal Fine Living Network foi rebatizado para Cooking Channel.
Em abril de 2011, a Scripps anunciou a venda de Shopzilla a Symphony Technology Group por US$ 165 milhões. A Scripps, de dentro sua unidade Travel Channel também investiu no Oyster.com e o site de reserva e livro do site.
Em 22 de março de 2012, a Scripps Networks Interactive anunciou que ela concordaria em pagar £ 65 m (US$ 102.7 m) para adquirir o Travel Channel International Limited, baseada no Reino Unido distribuidor da marca Travel Channel em toda a Europa, Médio Oriente, e nos mercados de África e Ásia-Pacífico. O negócio foi concluído em 1 de maio de 2012 após uma aprovação regulamentar. O canal internacional será integrado com o canal da Scripps, Travel Channel.
Em 11 de dezembro de 2012, a One Kings Lane, um site de decoração, anunciou que as redes de Scripps Interactive tinham investido no seu financiamento de Series D. A Scripps investiu US$ 15 mil em troca de uma participação de 3% na empresa.

## Scripps Networks International
Em maio de 2013, a empresa anuncia que abrirá uma uma sede no Brasil na cidade de São Paulo. Com isso, o antigo vice-presidente de estratégia da FOX assume o cargo de managing director. A transmissão no país também será transmitida para toda a América Latina.

## Compra pela Discovery
Em 31 de julho de 2017,a empresa foi adquirida pela Discovery Networks no valor de US$ 14,6 bilhões.